# Edgar Aguilar
Edgar Aguilar (Xalapa-Enríquez, 1977) es un poeta y narrador mexicano.

## Biografía
Nació en Xalapa-Enríquez, Veracruz, en 1977. Ha impartido talleres de escritura (cuento, haikú, memorias) y dirigió la revista literaria Artemisa. Ha colaborado en suplementos culturales y revistas literarias de México, Colombia, Cuba y España, como lo son: Casa del Tiempo, La Palabra y el Hombre, El Puro Cuento, Pauta, Dosfilos, Deslinde, Laberinto, Siempre!, La Jornada Semanal, Literariedad, Dialektika y Revista Visor.
Es autor de diversos libros de poesía y narrativa, entre los que se destacan: Ecos (2007), Poemas de un loco (2016), El hombre de la casa de al lado (2017), Manchas de tinta. Aforismos y breves dictados (2019), y Retrato del artista pigmeo (2021).

### Premios y reconocimientos
Obtuvo el Premio de Poesía Jorge Cuesta en 2000, otorgado por la Universidad Veracruzana.

## Publicaciones seleccionadas

### Antologías
- Corona Santos, Masiel M.; Campos Anguiano, Yuritskiri, eds. (2022). Artivismo: El Arte Como Espacio de Resistencia. Santa Ana, Estados Unidos de América: Raíces. ISBN 9798218024550.

### Narrativa
- Aguilar, Edgar (2017). El hombre de la casa de al lado. Guadalajara, Jalisco: La Zonámbula. ISBN 9786078475148.
- Aguilar, Edgar (2019). Manchas de tinta: aforismos y breves dictados (Primeraición edición). Puebla, Pue: Benemérita Universidad Autónoma de Puebla, Dirección General de Publicaciones. ISBN 9786075256320.
- Aguilar, Edgar (2021). Retrato Del Artista Pigmeo (1st edición). León: E1 Ediciones. ISBN 9786079937911.

### Poesía
- Aguilar, Edgar (2016). Poemas de un loco (Primeraición edición). México, DF: Editorial Praxis. ISBN 9786074202083.